# Melodifestivalen 1988

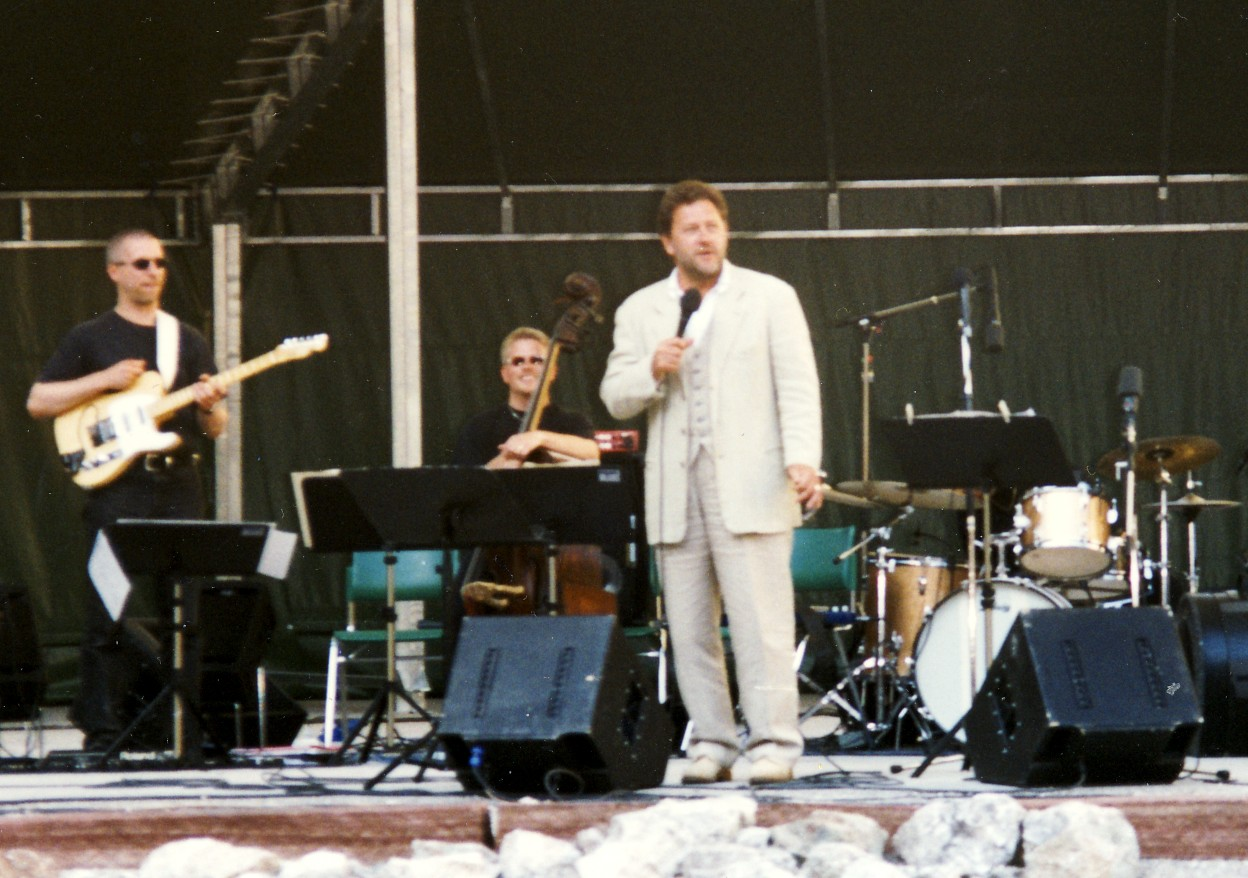
Tommy Korberg en 1997

La edición del Melodifestivalen de 1988 fue celebrada el 27 de febrero en el teatro estatal de Malmö. El presentador feu Bengt Grafström y el director de orquesta Anders Berglund. 
Tommy Körberg fue el claro vencedor de la noche con un total de 84 puntos de un posible de 88.
| Nr. | Artista                          | Canción              | Texto/Música                                                   | Puntos | Posición |
| --- | -------------------------------- | -------------------- | -------------------------------------------------------------- | ------ | -------- |
| 1   | Karin Ljung y Michael Nannini    | Säg är det sant?     | Karin Ljung y Michael Nannini                                  | -      | -        |
| 2   | Uffe Persson                     | Nästa weekend        | Ingela 'Pling' Forsman y Lasse Holm                            | -      | -        |
| 3   | All Of A Sudden                  | Dansa med vindarna   | Paul Kvanta y Fredrik Möller                                   | 26     | 5        |
| 4   | Billy Gezon                      | Måndag i mitt liv    | Ulf Nordquist                                                  | -      | -        |
| 5   | Haakon Pedersen                  | Bang, en explosion   | Monica Forsberg y Bertil Engh                                  | 33     | 4        |
| 6   | Annica Burman                    | I en ding ding värld | Bruno Glenmark y Lars Andersson                                | 19     | 6        |
| 7   | Sten Nilsson & Nilsonettes       | Kärlek är...         | Monica Forsberg, Ebbe Nilsson, Sten Nilsson y Vidar Alsterberg | -      | -        |
| 8   | Lena Philipsson                  | Om igen              | Ingela 'Pling' Forsman y Bobby Ljunggren                       | 55     | 2        |
| 9   | Siw Malmkvist                    | Det är kärlek        | Susanne Wigforss y Jonas Warnerbring                           | -      | -        |
| 10  | Paul Rein                        | Bara du och jag      | Paul Rein                                                      | -      | -        |
| 11  | Tommy Körberg                    | Stad i ljus          | Py Bäckman                                                     | 84     | 1        |
| 12  | Lotta Engberg con Triple & Touch | 100%                 | Monica Forsberg y Torgny Söderberg                             | 47     | 3        |

## Sistema de Votación
| Artist                           | Luleå | Örebro | Karlstad | Umeå | Norrk. | Falun | Växjö | Gotemb. | Sunds. | Estoc. | Malmö | Total | Posición |
| -------------------------------- | ----- | ------ | -------- | ---- | ------ | ----- | ----- | ------- | ------ | ------ | ----- | ----- | -------- |
| All Of A Sudden                  | 2     | 4      | 3        | 1    | 1      | 4     | 1     | 2       | 2      | 4      | 2     | 26    | 5        |
| Haakon Pedersen                  | 3     | 3      | 2        | 2    | 6      | 2     | 4     | 3       | 3      | 2      | 3     | 33    | 4        |
| Annica Burman                    | 1     | 1      | 1        | 4    | 3      | 1     | 2     | 1       | 1      | 3      | 1     | 19    | 6        |
| Lena Philipsson                  | 6     | 6      | 6        | 6    | 4      | 3     | 6     | 4       | 4      | 6      | 4     | 55    | 2        |
| Tommy Körberg                    | 8     | 8      | 8        | 8    | 8      | 8     | 8     | 6       | 6      | 8      | 8     | 84    | 1        |
| Lotta Engberg con Triple & Touch | 4     | 2      | 4        | 3    | 2      | 6     | 3     | 8       | 8      | 1      | 6     | 47    | 3        |